# Acrocera londti
Acrocera londti är en tvåvingeart som beskrevs av Barraclough 1984. Acrocera londti ingår i släktet Acrocera och familjen kulflugor. Inga underarter finns listade i Catalogue of Life.